# Lucas Luidtke
Lucas Luidtke (* nach 1562 in Havelberg; † vor 2. April 1596 in Havelberg) war ein deutscher Jurist und Domherr am Domstift von Havelberg.

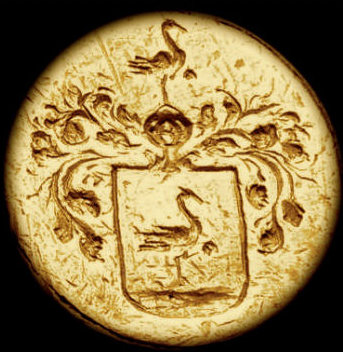
Siegel der Familie Lüdke (Kranich)

## Abstammung, Lebenslauf, beruflicher Werdegang
Luidtke war der drittgeborene Sohn von Matthäus Ludecus und Anna Daniels, der Tochter eines Kaufmanns in Perleberg. Er wurde in Havelberg geboren, nachdem der Vater sich dort 1562 mit seiner Frau und seinem erstgeborenen Sohn Matthäus Ludecus jun. niedergelassen hatte, um den Status eines canonicus residens zu erlangen und in den Genuss der Pfründe aus seinem bereits 1554 erlangten Kanonikat zu gelangen. Nachdem sein Vater 1573 das Amt des Dekans übernommen hatte, wurde Lucas Luidtke am 3. Dezember 1580 in noch minderjährigem Alter als studiosus iuuenis auf Vorschlag des Kapitels als Nachfolger für das Amt und die Pfründe des verstorbenen Kanonikers Joachim Tiedeke kooptiert. Die erforderliche Gebühr wurde dafür entrichtet, aber die für die Übernahme des Besitzes ebenfalls erforderliche und in Havelberg erst nach Vollendung des zwanzigsten Lebensjahres mögliche Eidesleistung wurde auf die Zeit nach dem Erreichen der Volljährigkeit verschoben.
Über die schulische Ausbildung von Lucas wissen wir nichts. Es liegt aber ein Hinweis vor, dass er 1577 zusammen mit Jacob Fabricius (dem Älteren) und Lucas Lossius, dem Sohn von Lucas Lossius, dem Sohn des Konrektors am Gymnasium Johanneum Lüneburg am dortigen Gymnasium Schüler gewesen ist. Bei der Stadt Lüneburg war der Vater einige Zeit vor seinem Studium in Frankfurt und seiner Bestellung zum Dechanten in Havelberg als Geheimsekretär tätig gewesen.
Wann und wo Luidtke, der 1580 bei seiner Bestellung zum Kandidaten als studiosus (Schüler oder Student) bezeichnet wurde, sein Universitätsstudium begann, ist nicht bekannt. Nach den unter dem Dekanat seines Vaters reformierten Statuten des Havelberger Domkapitels von 1581 gehörte zu den Anforderungen für ein Kanonikat außerdem, dass der Kandidat „drey gantze Jhar Continue auf einer berümbten Vniversitet in Teutschen oder welschen Landen studiret und verzogen“ hatte. Wann und wo Luidtke, der bereits 1580 als studiosus (Schüler oder Student) bezeichnet wurde, sein Universitätsstudium begann, ist nicht bekannt. Aber im Wintersemester 1587/88 war er an der Universität Rostock immatrikuliert, wo er unter Christoph Wendinus die Thesen einer im darauffolgenden Jahr veröffentlichten juristischen Disputation zu Themen des Feudalrechts verteidigte. Zu nicht näher bekannten Zeitpunkten vor 1592 ehelichte er Catharina Hoffmeister, die Enkeltochter des Kanzlers Johann Weinlob, und ließ sich wieder in Havelberg nieder, denn am 5. Februar 1592 wurde dort sein aus dieser Ehe stammender Sohn Germanus Luidtke, der spätere Bürgermeister von Stendal, geboren.
Zu einem nicht näher bekannten Zeitpunkt vor dem 2. April 1596 verstarb Lucas Luidtke, nachdem er, wie die Leichenpredigt des Dompredigers von Havelberg auf seinen Vater vermerkt, in Havelberg zwar als residierender Kanoniker aufgenommen worden war, sich aber noch „in seinem Carentsjahr“ befand und deshalb die Einkünfte aus seiner Pfründe noch nicht bezog. Nach den geltenden Statuten von 1581 ist dies so zu verstehen, dass er mit einer am Vorabend von Mariä Geburt (also am 7. September) zu leistenden förmlichen Willenserklärung (Intimation) um die Genehmigung zur Niederlassung als canonicus residens (oder residentiam inchoans) ersucht und nach erfolgter Genehmigung mit der Erfüllung seiner Präsenz- und Dienstpflichten begonnen, aber die zwei- oder dreijährige Karenzzeit noch nicht vollständig absolviert hatte, während derer seine Einkünfte den Erben seines Vorgängers und dem Domkapitel zugutekamen.
Nach Aussage einer späteren aus Stendal stammenden Leichenpredigt auf seinen Sohn Germanus war Lucas Luidtke auch Inhaber der Dompropstei von Havelberg und damit eines Amtes, das dem Dekanat seines Vaters in etwa gleichrangig, aber mit wesentlich höheren Einkünften ausgestattet war. Diese Angabe wurde auch von Küster übernommen. Der zeitgenössischen Havelberger und sonstigen Überlieferung zufolge befand sich die Dompropstei jedoch zunächst seit 1559 im Besitz von Levin von der Schulenburg († 20. Oktober 1587) und ging nach dessen Tod aufgrund einer frühzeitig gesicherten Anwartschaft auf dessen ältesten Sohn Christoph über, dem sie nach einem kurzzeitigen Streit über die Nachfolge durch einen kurfürstlichen Entscheid vom 27. Juni 1588 bestätigt wurde, und der sie bis zu seinem Tod im Jahre 1611 behielt.

## Familie
Lucas Luidtke war verheiratet mit Frau Catharina Hoffmeister. Sie war Enkeltochter des Kanzlers Johann Weinlob (Johann Weinleben) des brandenburgischen Kurfürsten Joachim II.
Sein Schwiegervater Lucas Hoffmeister, geboren in Prenzlau, war ab 1552 brandenburgischer Kammergerichtsrat und starb 1576.
Aus der Ehe entstammte Germanus Luidtke (1592–1672), der spätere Bürgermeister von Stendal.
Nach dem Tode ihres Mannes Lucas heiratete Catharina den seit 1598 verwitweten Bürgermeister von Stendal Johann Saltzwedel († 1612) und bekam mit ihm noch 4 Kinder. Johann Saltzwedel war der Stiefbruder der Margareta Saltzwedel († 1612), der Ehefrau des Stendaler Bürgermeisters Bartholomäus Schönebeck (1548–1605), dessen Sohn Benedikt Schönebeck (1597–1665) der Großvater des späteren Bürgermeisters von Stendal Christian Luidtke (1621–1668) wurde. Dieser war der Enkelsohn von Lucas Luidtke.